# La Chapelle-Anthenaise
La Chapelle-Anthenaise település Franciaországban, Mayenne megyében. Lakosainak száma 963 fő (2022. január 1.). La Chapelle-Anthenaise Argentré, Bonchamp-lès-Laval, Châlons-du-Maine, Louverné, Sacé és Montsûrs községekkel határos.

## Népesség
A település népességének változása:
| Lakosok száma | 419  | 570  | 661  | 859  | 939  | 975  | 1014 | 983  | 967  | 963  |
|               | 1968 | 1982 | 1990 | 2006 | 2013 | 2015 | 2017 | 2019 | 2020 | 2022 |